# 大腸鏡檢查
结肠镜检查或大腸鏡檢查是指醫生利用CCD照相机或光纤照相机在通过肛门的软管上对大肠和小肠的远端部分进行內視鏡檢。大腸鏡檢查其實是一種视觉诊断，醫生可以通過此種方法來檢測病人是否出現溃疡或長出息肉。
醫生可以通過结肠镜检查來切除小于一毫米的息肉。息肉被切除後，醫生可以借助显微镜对息肉进行研究，以确定它们是否是癌前病变。一个息肉可能需要长达15年的时间才会出現癌變。